# Antonio Orozco
Antonio Orozco, vollständiger Name Antonio José Orozco Ferrón (* 23. November 1972 in L’Hospitalet de Llobregat), ist ein spanischer Popsänger und Songwriter.

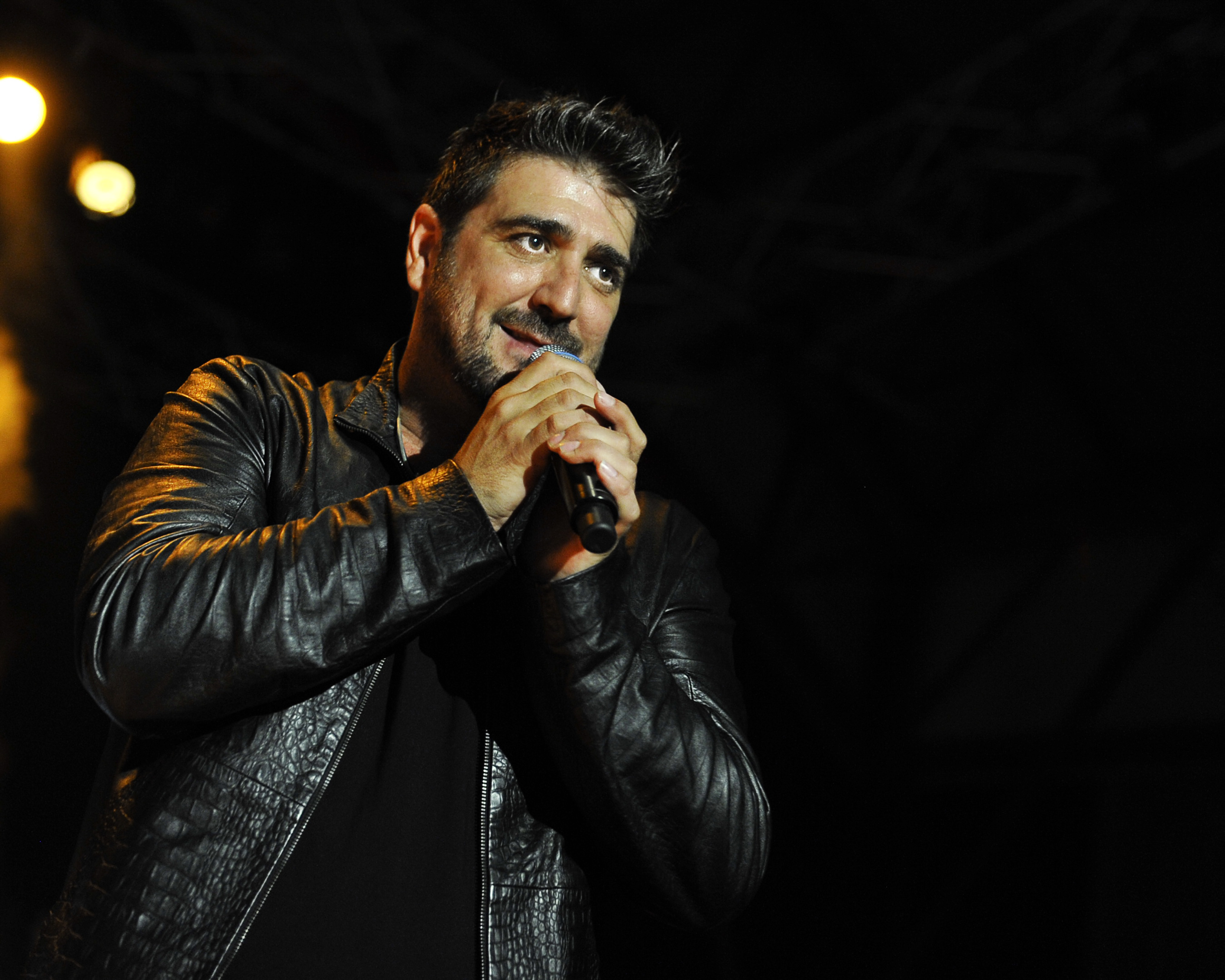
Antonio Orozco (2014)

## Leben und Karriere
Antonio Orozco wuchs im Viertel La Florida von L’Hospitalet de Llobregat, der zweitgrößten Stadt Kataloniens als ältester Sohn einer ursprünglich aus Andalusien stammenden Familie auf. 

### Musikalischer Werdegang
Als Kind hatte er zunächst von einer Karriere als Fußballer beim FC Barcelona geträumt, nachdem bei einem Aufenthalt in Sevilla sein Interesse für das Gitarrenspiel geweckt worden war, widmete er sich jedoch zunehmend der Musik. Er begleitete zunächst andere Sänger und begann dann eigene Lieder zu schreiben, mit denen er in Bahnhöfen und Bars auftrat. 
Durch sein familiäres Umfeld hatte Antonio zwar auch die traditionelle Flamencomusik Andalusiens kennengelernt, sein musikalischer Stil als Sänger und Songschreiber war jedoch deutlich vom melodischen Rock andaluz von Bands wie Medina Azahara aus Córdoba beeinflusst, den er mit den jeweils aktuellen Trends der lateinamerikanischen und internationalen Popmusik zu eingängigen Kompositionen zu verbinden verstand. 

### Nationale und internationale Erfolge
Sein erstes Album Un reloj y una vela, das er mit Xavi Perez aufnahm, wurde 2000 veröffentlicht und verkaufte über 100.000 Exemplare. Bereits ein Jahr später stellte er mit Semilla del silencio sein zweites Album fertig, das den Erfolg des Debütalbums noch einmal deutlich übertraf. Mit über 300.000 verkauften Exemplaren ist es Orozcos erfolgreichstes Album. Auch Album Nummer drei El principio del comienzo erreichte ähnliche Erfolge und kam auf Platz eins der spanischen Charts.
Danach dehnte er seine Karriere auch auf Lateinamerika und die spanischsprachigen Gebiete der USA aus. Mit dem Kolumbianer Juanes ging er auf Amerikatournee und mit dem Lied Es mi soledad hatte er einen ersten Erfolg in den US-Latin-Charts. Auch die Tour-DVD verkaufte sich erfolgreich.
2006 verpasste er mit Cadizfornia Platz eins der Charts und hatte mit Dime por qué nur einen international vergleichsweise kleineren Hit. Mit den Verkäufen des 2009 veröffentlichten Albums Renovatio verpasste er zum ersten Mal den Platinstatus in Spanien und kam wieder nur auf Platz zwei. Dafür kam er erstmals in die Latin-Pop-Chart in den USA. Dort hatte er dann auch den großen Durchbruch mit dem nächsten Album Diez, benannt nach seiner 10 Jahre andauernden Karriere. Es erreichte die Spitze der US-Latin-Pop-Charts. Mit dem Albumsong Estoy hecho de pedacitos de ti wurde er 2012 für einen Latin Grammys für den Song des Jahres nominiert. In Spanien war Diez sein drittes Nummer-zwei-Album in Folge.
2013 hatte er mit seinem siebten Studioalbum Dos orillas wieder einen Nummer-eins-Hit in Spanien und hielt sich danach monatelang in den Charts. Außerdem wurde es sein zweites Album, das Doppelplatin erreichte.

### Medienpräsenz
Seit 2013 hat Antonio Orozco mehrmals als Jurymitglied an der Castingshow La Voz mitgewirkt, der spanischen Ausgabe von The Voice. Zwischen 2015 (3. Staffel) und 2024 (11. Staffel) belegten die von ihm betreuten Nachwuchskünstler dreimal den ersten Platz, womit er aktuell (Stand 2025) der erfolgreichste Coach des Wettbewerbs ist.

## Diskografie

### Alben
| Jahr | Titel                      | Höchstplatzierung, Gesamtwochen, AuszeichnungChartsChartplatzierungen (Jahr, Titel, Platzierungen, Wochen, Auszeichnungen, Anmerkungen) | Anmerkungen                                         |
| Jahr | Titel                      | ES | Anmerkungen                                         |
| ---- | -------------------------- | --- | --------------------------------------------------- |
| 2001 | Semilla del silencio       | ES5 ×3Dreifachplatin · (69 Wo.)ES |                                                     |
| 2004 | El principio del comienzo  | ES1 Platin · (50 Wo.)ES | Erstveröffentlichung: 15. Mai 2004                  |
| 2005 | Edición Tour 05            | ES5 Platin · (33 Wo.)ES |                                                     |
| 2006 | Cadizfornia                | ES2 Platin · (21 Wo.)ES |                                                     |
| 2009 | Renovatio                  | ES2 Gold · (39 Wo.)ES | Erstveröffentlichung: 29. September 2009            |
| 2011 | D1ez                       | ES2 Gold · (56 Wo.)ES | Erstveröffentlichung: 11. Oktober 2011              |
| 2013 | Dos orillas                | ES1 ×2Doppelplatin · (94 Wo.)ES | Erstveröffentlichung: 12. März 2013                 |
| 2015 | Destino                    | ES4 Platin · (138 Wo.)ES | Erstveröffentlichung: 4. Dezember 2015              |
| 2020 | Aviónica                   | ES1 Platin · (50 Wo.)ES | Erstveröffentlichung: 29. Oktober 2020              |
| 2021 | Pedacitos de mi            | ES11 (8 Wo.)ES | Erstveröffentlichung: 18. November 2021 Kompilation |
| 2023 | La Canción Que Nunca Viste | ES3 (10 Wo.)ES | Erstveröffentlichung: 14. Dezember 2023             |
| 2025 | El tiempo no es oro        | ES3 (… Wo.)ES | Erstveröffentlichung: 24. April 2025                |

grau schraffiert: keine Chartdaten aus diesem Jahr verfügbar
Weitere Alben
- Un reloj y una vela (2000, ES: Platin)
- Antonio Orozco (TOUR Edition CD+DVD) (2005, ES: Platin)

### Singles
| Jahr | Titel Album                                                           | Höchstplatzierung, Gesamtwochen, AuszeichnungChartsChartplatzierungen (Jahr, Titel, Album, Platzierungen, Wochen, Auszeichnungen, Anmerkungen) | Anmerkungen                                     |
| Jahr | Titel Album                                                           | ES | Anmerkungen                                     |
| ---- | --------------------------------------------------------------------- | --- | ----------------------------------------------- |
| 2009 | Que me queda Renovatio                                                | ES24 (15 Wo.)ES |                                                 |
| 2011 | Ya lo sabes D1ez                                                      | ES45 Gold · (1 Wo.)ES | mit Luis Fonsi                                  |
| 2012 | Estoy hecho de pedacitos de ti D1ez                                   | ES13 (18 Wo.)ES |                                                 |
| 2013 | Llegará Dos orillas                                                   | ES3 (18 Wo.)ES |                                                 |
| 2014 | Temblando Dos orillas                                                 | ES44 (2 Wo.)ES |                                                 |
| 2015 | Hoy será Destino                                                      | ES74 (3 Wo.)ES |                                                 |
| 2015 | Mírate Destino                                                        | ES75 (2 Wo.)ES |                                                 |
| 2016 | Mi héroe Destino                                                      | ES47 (4 Wo.)ES |                                                 |
| 2018 | Dicen –                                                               | ES71 Platin · (17 Wo.)ES | Erstveröffentlichung: 29. Juni 2018 mit Karol G |
| 2020 | Entre sobras y sobras me faltas Aviónica                              | ES40 ×4Vierfachplatin · (32 Wo.)ES | Erstveröffentlichung: 15. Oktober 2020          |
| 2024 | Te juro que no hay un segundo que no piense en ti El tiempo no es oro | ES71 (1 Wo.)ES | Erstveröffentlichung: 27. November 2024         |

Weitere Singles
- Locura de amor (2000)
- Un reloj y un vela (2000)
- Rarezas (2001)
- Devuélveme la vida (feat. Malú, 2001, ES: Gold)
- Tú me das (2001)
- El viaje (2003)
- Quiero ser (2004)
- Estoy hecho de pedacitos de ti (2004)
- Es mi soledad (2004)
- Lo que tú quieras soy (2005)
- Una y otra vez (2005)
- Tres corazones (2006)
- Dime por qué (2006)
- Hoy todo va al revés (2007)
- La cuestión (2007)
- Soldado 229 (feat. Iván Ferreiro, 2008)
- Llévatelo (2010)
- No hay más (2011)
- Pedacitos de ti (2012)
- Pídeme (2015, ES: Gold)